# Europaregion Tirol–Südtirol–Trentino

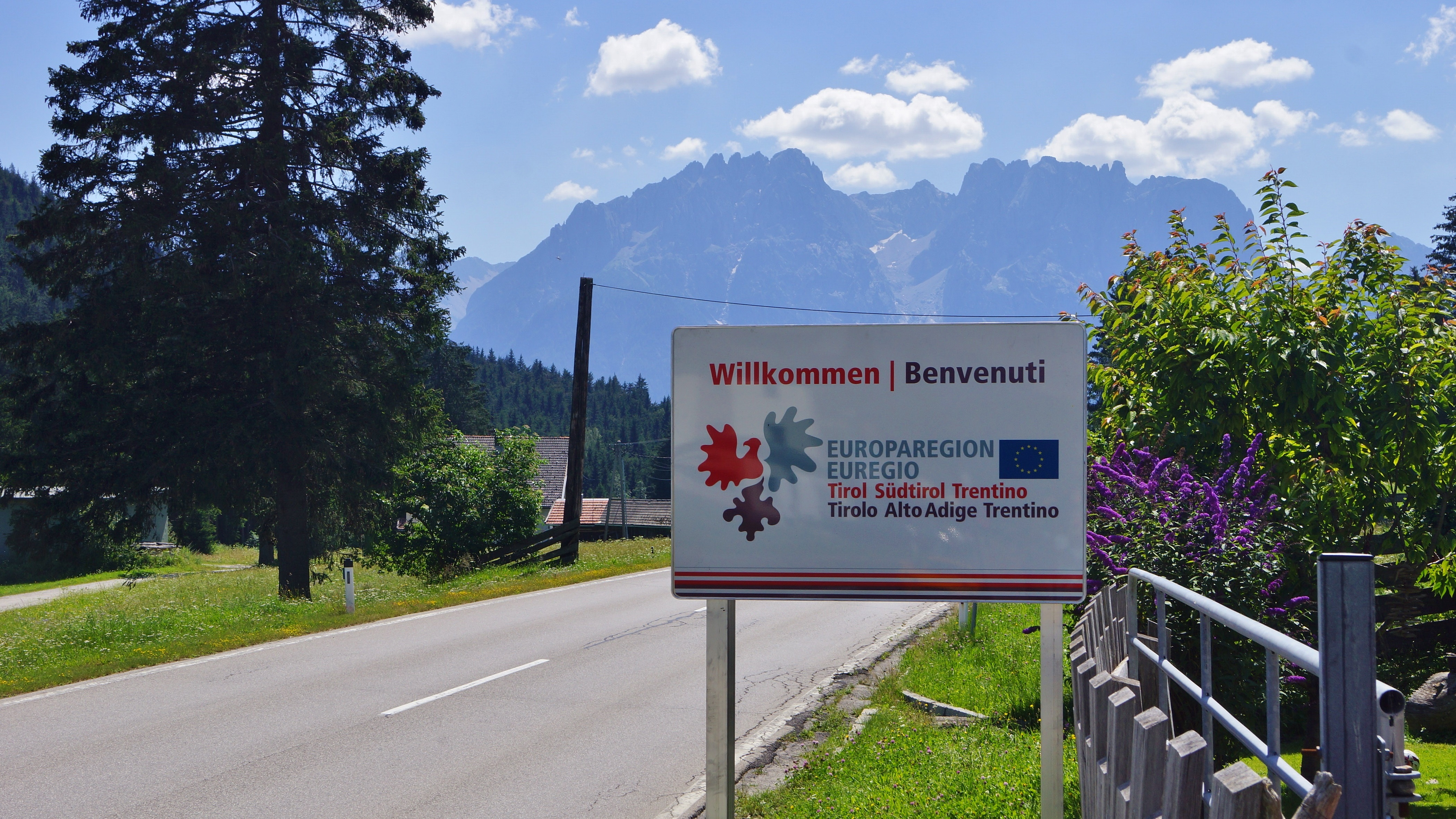
Informationstafel an der östlichen Regionsgrenze
(hier: Iselsbergpass)

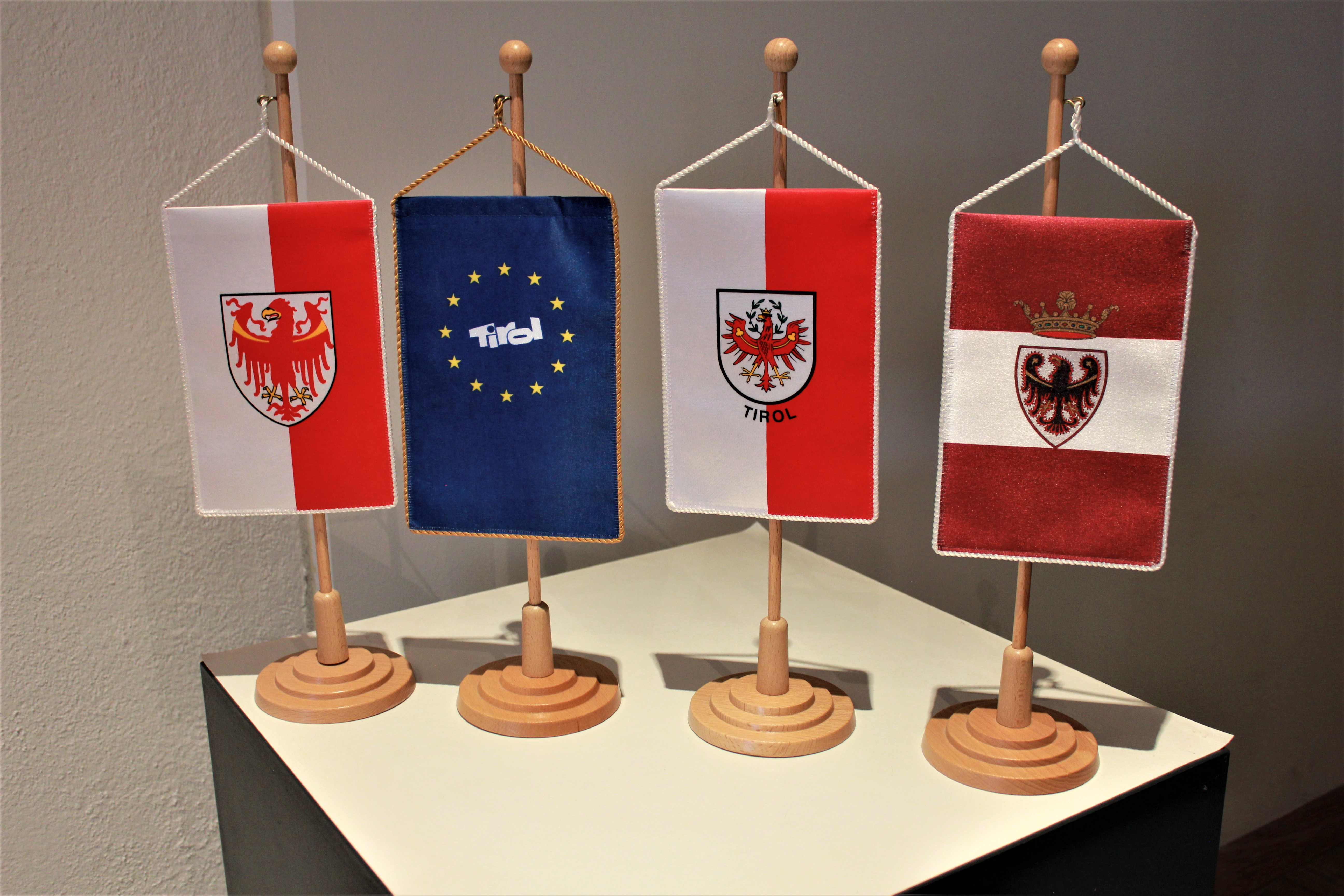
Wimpel mit Flaggen der Europaregion

Die Europaregion Tirol-Südtirol-Trentino (italienisch Euregio Tirolo-Alto Adige-Trentino) wurde mit dem Ziel gegründet, die Staatsgrenzen überschreitende Zusammenarbeit der seit 1918 geteilten Tiroler Landesteile in Österreich (Nord- und Osttirol, heute Bundesland Tirol) und in Italien (Südtirol und Trentino) zu fördern.

## Überblick
Die Zusammenarbeit der drei Landeshauptleute in nahezu allen Bereichen soll auch die kulturelle Identität der Menschen der Region stärken. Es finden gemeinsame Landtage statt, die „Dreierlandtage“ seit 1991 als gemeinsame Sitzungen des Südtiroler Landtages, des Tiroler Landtages sowie des Landtages der Autonomen Provinz Trient, beziehungsweise „Viererlandtage“ (mit Vorarlberg), und auch das gemeinsame kulturelle und politische Leben wird vertieft.
Aufgrund der von der Europäischen Union und im Schengen-Raum angestoßenen Harmonisierungstendenzen geht die Bedeutung der Staatsgrenze im Tiroler Raum zurück. Darüber hinaus trägt der Euro als gemeinsame Währung zusätzlich zum wirtschaftlichen Zusammenwachsen der Großregion bei. Im Jahre 2011 fand außerdem die Institutionalisierung der Europaregion Tirol-Südtirol-Trentino in Form eines Europäischen Verbunds territorialer Zusammenarbeit (EVTZ) statt. Der EVTZ ist ein von der EU vorgesehener Zusammenschluss von Ländern, mit dem eine Zusammenarbeit auf eine höhere, institutionelle Ebene gehoben werden kann.
Seit 1995 betreiben die drei Länder ein gemeinsames Verbindungsbüro in Brüssel.
Die Euregio hat am 23. Dezember 2009 ein gemeinsames Büro an der Eurac in Bozen eröffnet. Der Hauptsitz wurde im Juli 2020 von der Eurac in das Bozner Waaghaus verlegt. Seit 2021 führt die Euregio ebenfalls Büros („Informations- und Koordinierungsstellen“) in Innsbruck und Trient.
Im Juli 2014 luden die Landeshauptleute Arno Kompatscher, Ugo Rossi und Günther Platter bei einer zweitägigen Veranstaltung auf Schloss Prösels dazu ein, über das Europa der Regionen zu diskutieren, mit dem Anspruch der Europaregion Tirol-Südtirol-Trentino darin eine Vorreiterrolle einzunehmen. Einschlägige Experten und Vordenker konnten für die Veranstaltung gewonnen werden. Dabei traf sich auch politische Prominenz aus Wien und Rom, um dem EVTZ Projekt ihre Unterstützung zuzusichern.
Der EVTZ hat seine Gründungsverträge im Jahr 2021 überarbeitet, und dadurch die Möglichkeit für eine stärkere Einbindung von Bürgern und Gemeinden geschaffen. Der erste Euregio-Bürgerrat fand Ende September 2022 in Arco statt. Dort haben die Bürger konkrete Vorschläge entwickelt, wie die Euregio Tirol-Südtirol-Trentino in ihren Gemeinden und im gesamten Gebiet der Euregio sichtbarer und erlebbarer werden kann. Die Ergebnisse wurden den Landeshauptleuten im Jänner 2023 im Waaghaus vorgestellt.

## Territoriale Ausdehnung

Die drei Länder der Region:

Heute definiert sich die Europaregion Tirol-Südtirol-Trentino als die Summe der zwei Provinzen Trient, Bozen-Südtirol und dem Bundesland Tirol. Die Europaregion erstreckt sich auf einer Fläche von 26.255 km² und zählt etwa 1.860.000 Einwohner (Stand 2024/25). Das Bruttoinlandsprodukt beträgt 67,6 Milliarden Euro.
Ursprünglich wurde die Europaregion gemeinsam mit Vorarlberg gegründet. So kam es 1991 zu einem ersten Viererlandtag in Meran. Bereits im Zuge des zweiten Viererlandtages in Innsbruck 1993 gab der Vorarlberger Landtagspräsident Bertram Jäger den Wunsch nach selektiver und somit reduzierter Mitarbeit bekannt. Zitat aus dem Protokoll: Er begründete diese Haltung Vorarlbergs mit dem Hinweis, dass neben der Euregio Tirol auch eine Euregio Bodensee im Entstehen sei und dass sich Vorarlberg aus historischen, kulturellen und geographischen Gründen eher letzterer zugehörig fühle und dort auch konkret mitarbeiten wolle. Dieses klare Bekenntnis zur Euregio Bodensee schließe aber eine Mitarbeit Vorarlbergs im Rahmen des Viererlandtages nicht aus, nur müsse diese Mitarbeit eine reduzierte, selektive, das heißt auf jene Bereiche beschränkte Mitarbeit sein, die Vorarlberg auch direkt berühren und interessieren. Präsident Jäger fügte hinzu, dass somit eine Neupositionierung bzw. ein Überdenken der Rolle Vorarlbergs im Rahmen des Viererlandtages unerlässlich und auch im Interesse der anderen drei Partner sei, da Vorarlberg auf keinen Fall als Bremser oder Hemmschuh auftreten und dadurch den Spielraum der anderen drei Landtage einengen möchte. Fortan beschränkte sich Vorarlberg auf eine Beobachterrolle, entsandte zu den folgenden Dreierlandtagen aber stets seinen Landtagspräsidenten.

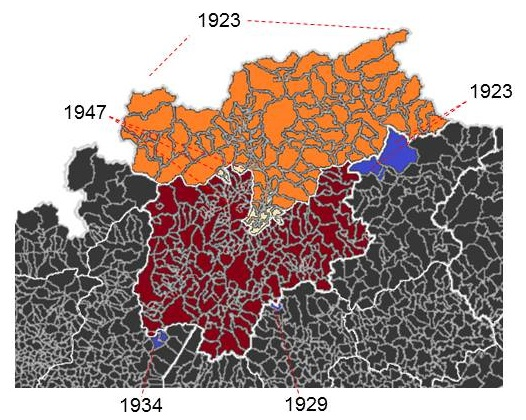
Gemeinden und das Jahr des Provinzwechsels

Wenn auch nicht offiziell betont, gibt es eine gewisse historische Verbundenheit mit jenen Gemeinden, die unter dem italienischen Faschismus vom ursprünglichen Gebiet abgetrennt wurden: die drei ladinischen Gemeinden des Souramonts (heute Provinz Belluno), die Gemeinde Pedemonte (heute Provinz Vicenza), sowie die Gemeinden Magasa und Valvestino (beide heute Provinz Brescia). Im Herbst 2014 wurde beim Dreierlandtag in Schwaz beschlossen, den drei Gemeinden des Souramonts zur verstärkten Zusammenarbeit eine Beobachterrolle einzuräumen. Weiters hatte im März 2015 die Provinz Belluno um Aufnahme als Beobachter angefragt.

### Flächen und Einwohnerzahlen
| Landesteil   | Fläche in km² | Einwohner  |
| ------------ | ------------- | ---------- |
| Nordtirol    | 10.627,84     | 728.649    |
| Osttirol     | 02.020,12     | 049.011    |
| Südtirol     | 07.400,43     | 537.533    |
| Trentino     | 06.206,90     | 545.169    |
| Europaregion | 26.255,29     | 1.860.3620 |

Einwohner-Stand Österreich: 1. Jänner 2025
Einwohner-Stand Italien: 31. Dezember 2023

## Weitere überregionale Projekte und Organisationen
Im Sinne der sprachübergreifenden, überregionalen Zusammenarbeit im europäischen Kontext interagiert der EVTZ mit anderen kooperativen, teils überlappenden, teils ergänzenden Projekten. Zu nennen sind:
- Die Region Trentino-Südtirol
- Die Makroregion der Alpen (EUSALP)
- Die Alpenkonvention
- Die Stiftung des UNESCO Weltnaturerbes der Dolomiten
- Der Nationalpark Stilfserjoch
- Die Arge Alp
- Die CIPRA
- Die EuRegio Salzburg – Berchtesgadener Land – Traunstein, der die Nordtiroler Gemeinde Waidring angehört
- Die Euregio via salina, an der sich das Außerfern beteiligt
- Die Euregio Bodensee
- Die Euregio Inntal
- Das Interreg Projekt Italien-Österreich
- Das Interreg Projekt Italien-Schweiz
- Das Interreg Projekt Alpenrhein-Bodensee-Hochrhein
- Der Interreg Rat Terra Raetica mit Engadin und Müstair
- Der Interreg Rat Dolomiti Live
- Das Interreg Projekt 4807 Aufbau einer grenzüberschreitenden CO2-neutralen Energiemodellregion Ahrntal – Oberpinzgau
- Das Europäische Forum Alpbach
- Das Euregio-Jugendblasorchester
- Der EVTZ-Plattform des Ausschusses der Regionen[14]

## Präsidentschaft
Die Präsidentschaft rotiert alle zwei Jahre im Oktober zwischen den Mitgliedsländern. Das Land, welches die Präsidentschaft innehat, stellt auch den Generalsekretär.
- 2011–2013 Luis Durnwalder (SVP)
- 2013–2015 Günther Platter (ÖVP)
- 2015–2017 Ugo Rossi (PATT)
- 2017–2019 Arno Kompatscher (SVP)[16]
- 2019–2021 Günther Platter (ÖVP)
- 2021–2023 Maurizio Fugatti (Lega Nord)
- 2023–2025 Arno Kompatscher (SVP)